# Jaźwik
Jaźwik – legendarny zbójnik związany z Beskidem Żywieckim, zwłaszcza masywem Babiej Góry.
Ustna tradycja głosiła, że pochodził z Piekielnika, ale nie wiadomo dokładnie w jakich czasach działał. Dowodził dwunastoosobową bandą zbójnicką, która grasowała głównie w rejonie Babiej Góry. Lokalne podania głosiły, że zwołując swoje towarzystwo każdej wiosny rozpalał na szczycie Babiej Góry potężne ognisko. Został prawdopodobnie złapany w 1860.